# Zenodoro (grammatico)
Zenodoro (Alessandria d'Egitto, ... – prima del I secolo d.C.) è stato un grammatico greco antico.

## Biografia e opera
Di Zenodoro non abbiamo alcun dato biografico e cronologico, se non quanto si deduce dall'opera di Apollonio Sofista (I secolo d.C.), che stabilisce un terminus ante quem situare la sua attività.
Operò, probabilmente, ad Alessandria e si occupò di studi omericiː infatti sappiamo che aveva scritto un corposo trattato Περὶ τῆς ̔Ομήρου συνηθείας (in 10 libri, perduto), in cui, come sappiamo dagli scolii omerici, si occupava della συνήθεια, ossia il linguaggio, applicata alla chiarificazione delle parole, ma anche ad osservazioni di critica testuale e stilistica retorica.